# Ciclismo nos Jogos Olímpicos de Verão de 2016 - BMX feminino
A prova de BMX feminino do ciclismo nos Jogos Olímpicos de Verão de 2016 foi disputada entre os dias 17 de agosto e 19 de agosto no Centro Olímpico de BMX.

## Calendário
Horário local (UTC-3)
| Dia          | Horário | Fase              |
| ------------ | ------- | ----------------- |
| 17 de agosto | 13:30   | Tomada de tempo   |
| 19 de agosto | 13:30   | Semifinal e final |

## Medalhistas

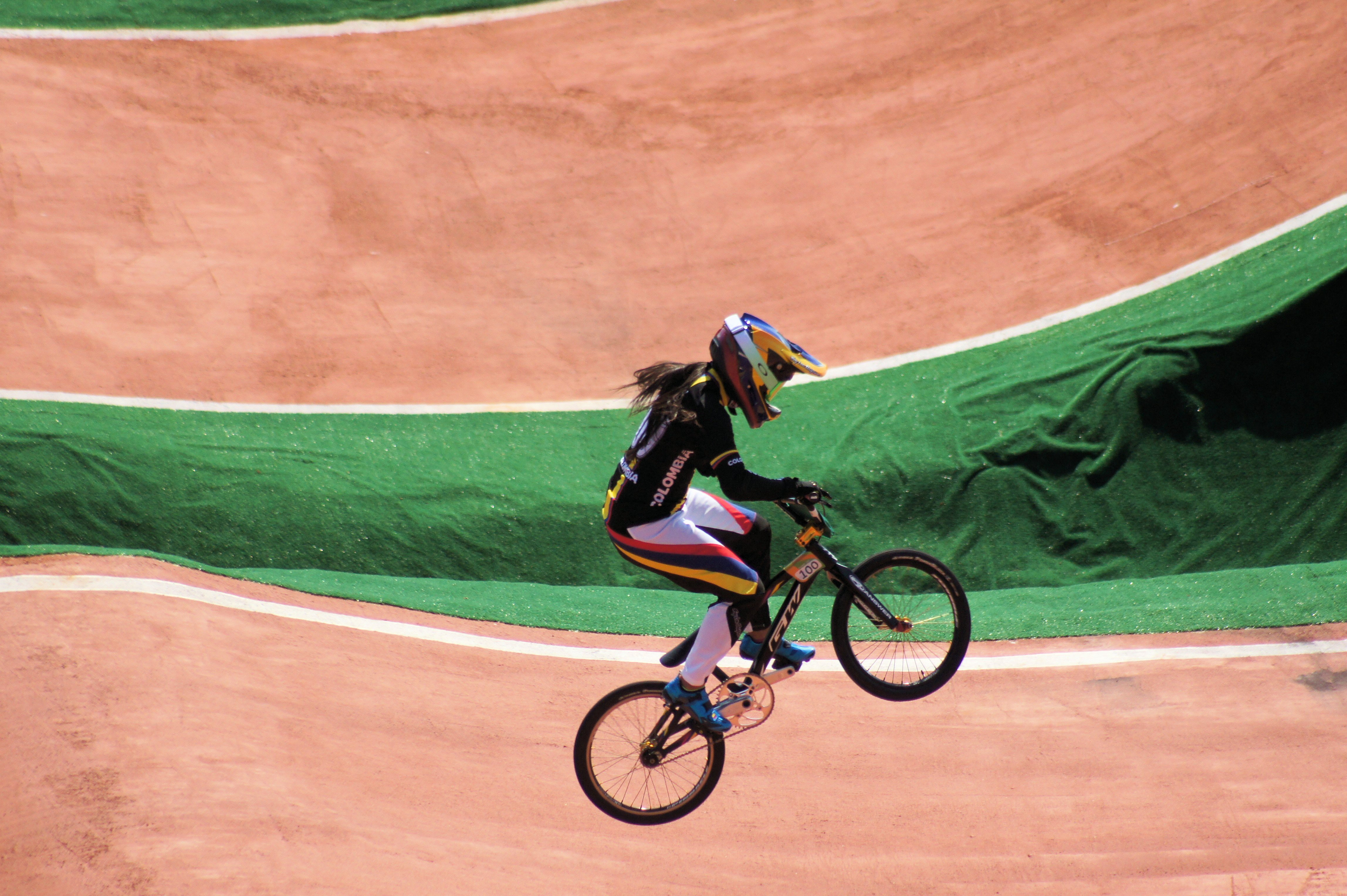
Mariana Pajón, da Colômbia, conquistou o bicampeonato olímpico na prova.

| Ouro   | COL Mariana Pajón     |
| Prata  | USA Alise Post        |
| Bronze | VEN Stefany Hernández |

## Resultados

### Tomada de tempo
| Pos. | Ciclista                 | Tempo  | Notas |
| ---- | ------------------------ | ------ | ----- |
| 1    | COL Mariana Pajón        | 34.508 |       |
| 2    | AUS Caroline Buchanan    | 34.752 |       |
| 3    | NED Laura Smulders       | 35.114 |       |
| 4    | VEN Stefany Hernández    | 35.202 |       |
| 5    | DEN Simone Christensen   | 35.251 |       |
| 6    | BEL Elke Vanhoof         | 35.325 |       |
| 7    | USA Brooke Crain         | 35.345 |       |
| 8    | USA Alise Post           | 35.509 |       |
| 9    | NED Merle van Benthem    | 35.644 |       |
| 10   | AUS Lauren Reynolds      | 35.666 |       |
| 11   | RUS Yaroslava Bondarenko | 35.682 |       |
| 12   | FRA Manon Valentino      | 36.377 |       |
| 13   | THA Amanda Carr          | 36.464 |       |
| 14   | GER Nadja Pries          | 37.152 |       |
| 15   | BRA Priscilla Carnaval   | 37.534 |       |
| 16   | ARG Gabriela Díaz        | 40.073 |       |

### Semifinal
Semifinal 1
| Pos. | Ciclista               | 1º corrida | 2º corrida   | 3º corrida   | Total | Notas |
| ---- | ---------------------- | ---------- | ------------ | ------------ | ----- | ----- |
| 1    | COL Mariana Pajón      | 34.642 (1) | 35.098 (1)   | 34.479 (1)   | 3     | Q     |
| 2    | USA Alise Post         | 35.480 (3) | 35.117 (2)   | 35.417 (3)   | 8     | Q     |
| 3    | VEN Stefany Hernández  | 35.282 (2) | 52.695 (7)   | 34.912 (2)   | 11    | Q     |
| 4    | FRA Manon Valentino    | 36.226 (5) | 35.448 (3)   | 35.744 (4)   | 12    | Q     |
| 5    | ARG Gabriela Díaz      | 39.669 (8) | 38.965 (4)   | 38.625 (5)   | 17    |       |
| 6    | THA Amanda Carr        | 36.869 (6) | 39.782 (5)   | 43.217 (7)   | 18    |       |
| 7    | DEN Simone Christensen | 35.631 (4) | 48.134 (6)   | 1:21.312 (8) | 18    |       |
| 8    | NED Merle van Benthem  | 37.378 (7) | 1:47.817 (8) | 39.990 (6)   | 21    |       |

Semifinal 2
| Pos. | Ciclista                 | 1º corrida | 2º corrida | 3º corrida   | Total | Notas |
| ---- | ------------------------ | ---------- | ---------- | ------------ | ----- | ----- |
| 1    | NED Laura Smulders       | 34.938 (2) | 34.670 (1) | 34.670 (1)   | 4     | Q     |
| 2    | USA Brooke Crain         | 35.095 (3) | 35.405 (2) | 34.891 (2)   | 7     | Q     |
| 3    | BEL Elke Vanhoof         | 35.350 (4) | 36.834 (6) | 35.570 (3)   | 13    | Q     |
| 4    | RUS Yaroslava Bondarenko | 35.800 (5) | 35.310 (3) | 36.126 (5)   | 13    | Q     |
| 5    | AUS Caroline Buchanan    | 34.523 (1) | 35.405 (4) | 1:21.586 (8) | 13    |       |
| 6    | AUS Lauren Reynolds      | 35.800 (6) | 53.373 (7) | 36.017 (4)   | 17    |       |
| 7    | GER Nadja Pries          | 36.864 (7) | 36.683 (5) | 38.540 (7)   | 19    |       |
| 8    | BRA Priscilla Carnaval   | 36.949 (8) | 54.183 (8) | 38.210 (6)   | 22    |       |

### Final
| Pos.              | Ciclista                 | Tempo    |
| ----------------- | ------------------------ | -------- |
| Medalha de ouro   | COL Mariana Pajón        | 34.093   |
| Medalha de prata  | USA Alise Post           | 34.435   |
| Medalha de bronze | VEN Stefany Hernandez    | 34.755   |
| 4                 | USA Brooke Crain         | 35.520   |
| 5                 | RUS Yaroslava Bondarenko | 36.017   |
| 6                 | BEL Elke Vanhoof         | 39.538   |
| 7                 | NED Laura Smulders       | 1:52.235 |
| 8                 | FRA Manon Valentino      | 2:41.109 |